# Tony Sneazwell
Anthony Howard „Tony“ Sneazwell (* 4. Oktober 1942 in Melbourne) ist ein ehemaliger australischer Hochspringer.
Bei den British Empire and Commonwealth Games 1962 in Perth wurde er Siebter, und bei den Olympischen Spielen 1964 in Tokio kam er auf den 13. Platz.
1968 schied er bei den Olympischen Spielen in Mexiko-Stadt in der Qualifikation aus.
1963, 1964 und 1968 wurde er Australischer Meister, 1963 mit seiner persönlichen Bestleistung von 2,20 m Japanischer Meister und 1973 Englischer Hallenmeister. 